# العنود الحربي
العنود الحربي مذيعة وممثلة وعارضة أزياء سعودية مقيمة في البحرين ولدت في 3 فبراير 1988 لاب سعودي وام بحرينية على رغم رفض عائلتها امتهانها المجال الفني، إلا أنها قررت خوض التجربة في أعمال بارزة مثل مسلسل زواج آخر موديل ومسلسل كومار، وكذالك عملت مذيعة في قناة ام بي سي.

## أعمالها

### المسلسلات والبرامج
| سنه الإنتاج | المسلسل        | بمشاركة                                          |
| ----------- | -------------- | ------------------------------------------------ |
| 2015        | حصاد الزمن     | حسين المنصور، زهرة عرفات، ماجد مطرب فواز         |
| 2015        | صدى الملاعب    | مصطفى الآغا، هند بومشمر                          |
| 2017        | زواج آخر موديل | خالد العجيرب، شهاب حاجيه، مها سالم، زارا البلوشي |

### المسرح
| سنه الإنتاج | المسرحية        | بمشاركة                                   |
| ----------- | --------------- | ----------------------------------------- |
| 2015        | الأحدب (مسرحية) | نورة العميري، محمد الحملي، عبد الله الخضر |

## وصلات خارجية
- العنود الحربي لراي حملة إنستغرامية جعلتني مراسلةً لصدى الملاعب